# Cidade de Victoria

Vitória ou Cidade de Vitória (em inglês:  City of Victoria ou Victoria City) foi um dos primeiros povoamentos urbanos britânicos em Hong Kong. Inicialmente, o povoamento recebeu o nome de Queenstown.
Ela está localizada na área central moderna, e foi nomeada em homenagem a Rainha Vitória, a então rainha do Reino Unido em 1843. O nome Victoria é raramente usado na atualidade, exceto para se referir ao pico e a baía. Foi a capital de Hong Kong durante o seu tempo como colônia do Reino Unido. Muitos escritórios administrativos e do governo da Região Administrativa Especial de Hong Kong ainda estão localizados na cidade de Vitória.